# Schluchtern
Schluchtern ist ein Ortsteil der Stadt Leingarten im Landkreis Heilbronn in Baden-Württemberg. Im Zuge der Gebietsreform entstand am 1. Januar 1970 aus dem Zusammenschluss der ehemals selbständigen Gemeinden Großgartach und Schluchtern die Gemeinde Leingarten.
Zu Schluchtern gehört noch der Ortsteil Riedhöfe.

## Geschichte

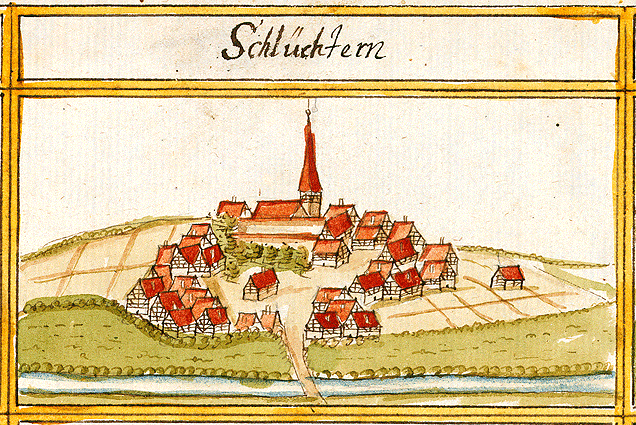
Schluchtern in den Forstlagerbüchern Andreas Kiesers (1684)

Schluchtern wurde 767 in einer Schenkungsurkunde des Klosters Lorsch als „Sluhtra“ erstmals genannt. Bis ins hohe Mittelalter gehörte der Ort zur Großgartacher Gemarkung. Als der Ort sich später mit etwa einem Drittel der Fläche verselbständigte, blieb er im Norden und Süden von Großgartacher Gebiet umschlossen.
Außer der Kurpfalz, den Neipperg, den Massenbach und den Gemmingen hatten die von Niefern Ende des Mittelalters und zu Beginn der Neuzeit Besitzrechte in Schluchtern.
Im Jahr 1774 gab es in Schluchtern zwei Kirchen, drei Schulen und 77 Häuser. Bis 1803 wuchs der Ort auf 91 Häuser an. Die Bewohner bewirtschafteten 1030 Morgen Äcker und 102 Morgen Weinberge.
Mit dem Oberamt Mosbach kam Schluchtern durch den Reichsdeputationshauptschluss 1802/03 an das Fürstentum Leiningen und mit diesem 1806 durch die Mediatisierung an das Großherzogtum Baden. Da die umliegenden Gebiete württembergisch wurden, bildete Schluchtern eine badische Enklave in Württemberg. 1813 kam Schluchtern zum Bezirksamt Eppingen.
Am 25. Juni 1945 verfügte die amerikanische Militärregierung in Heilbronn die Einfügung der badischen Gemeinde in den württembergischen Landkreis Heilbronn.
Am nördlichen Talhang der Lein wuchs Schluchtern durch Neubaugebiete im Westen „Ob dem Schweigerner Weg“ (1956), im Norden „Neugärtie“ (1956) und im Osten auf Großgartach zu („Kiesberg“ 1970). Im Süden entstand nahe der Bahn das Neubaugebiet „Eichbott“ (1950).

## Sehenswürdigkeiten

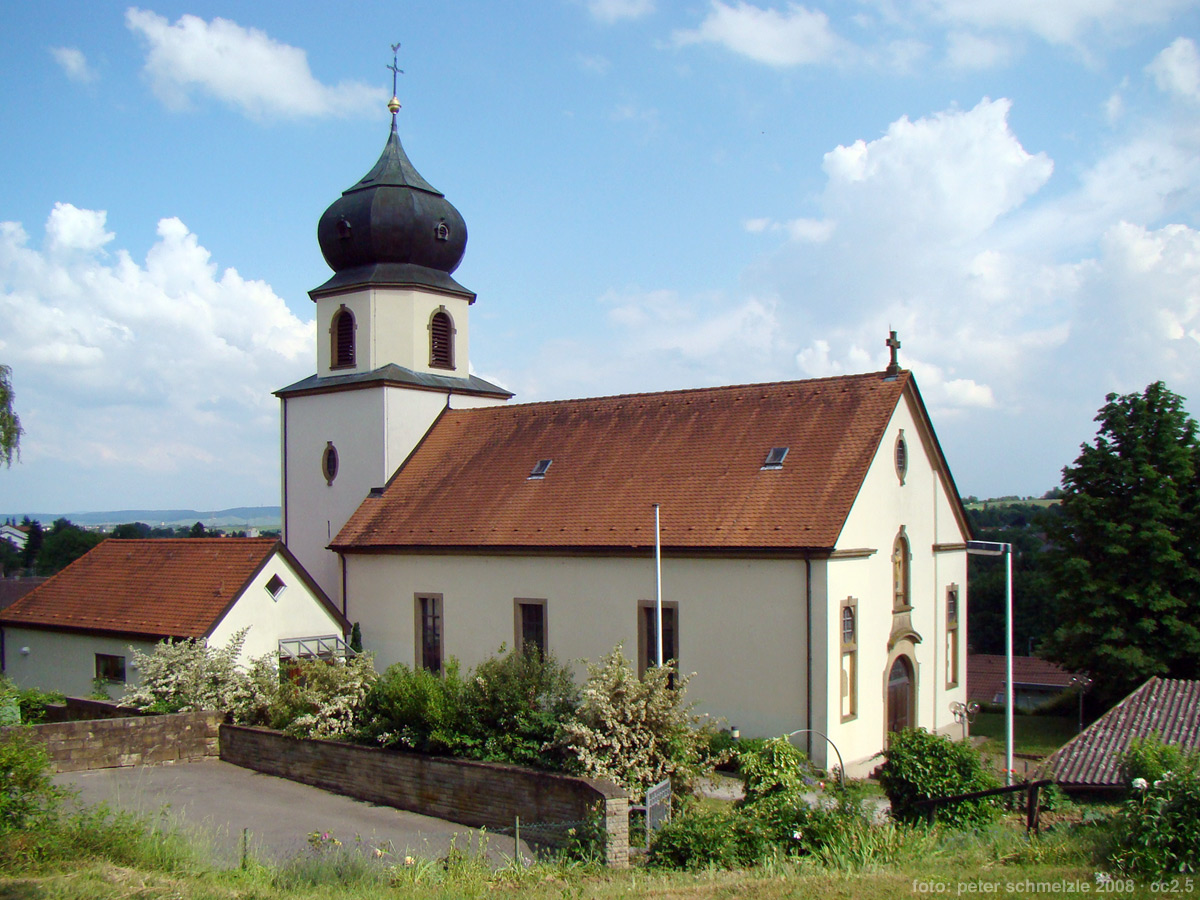
Pankratiuskirche in Schluchtern

- Katholische Kirche St. Pankratius, gotische Chorturmkirche
- Evangelische Martin-Luther-Kirche, erbaut Mitte des 19. Jahrhunderts

## Persönlichkeiten
- Albert Ludewig Grimm (* 19. Juli 1786 in Schluchtern; † 1. Dezember 1872 in Baden-Baden). Schriftsteller und Politiker
- Hermann Lauer (* 26. Dezember 1870 in Schluchtern; † 18. November 1930 in Donaueschingen), Theologe, Journalist und Heimatforscher
- Johannes Leipert (1885–1962), langjähriger katholischer Pfarrer in Schluchtern, Ehrenbürger von Schluchtern 1958

## Siehe auch

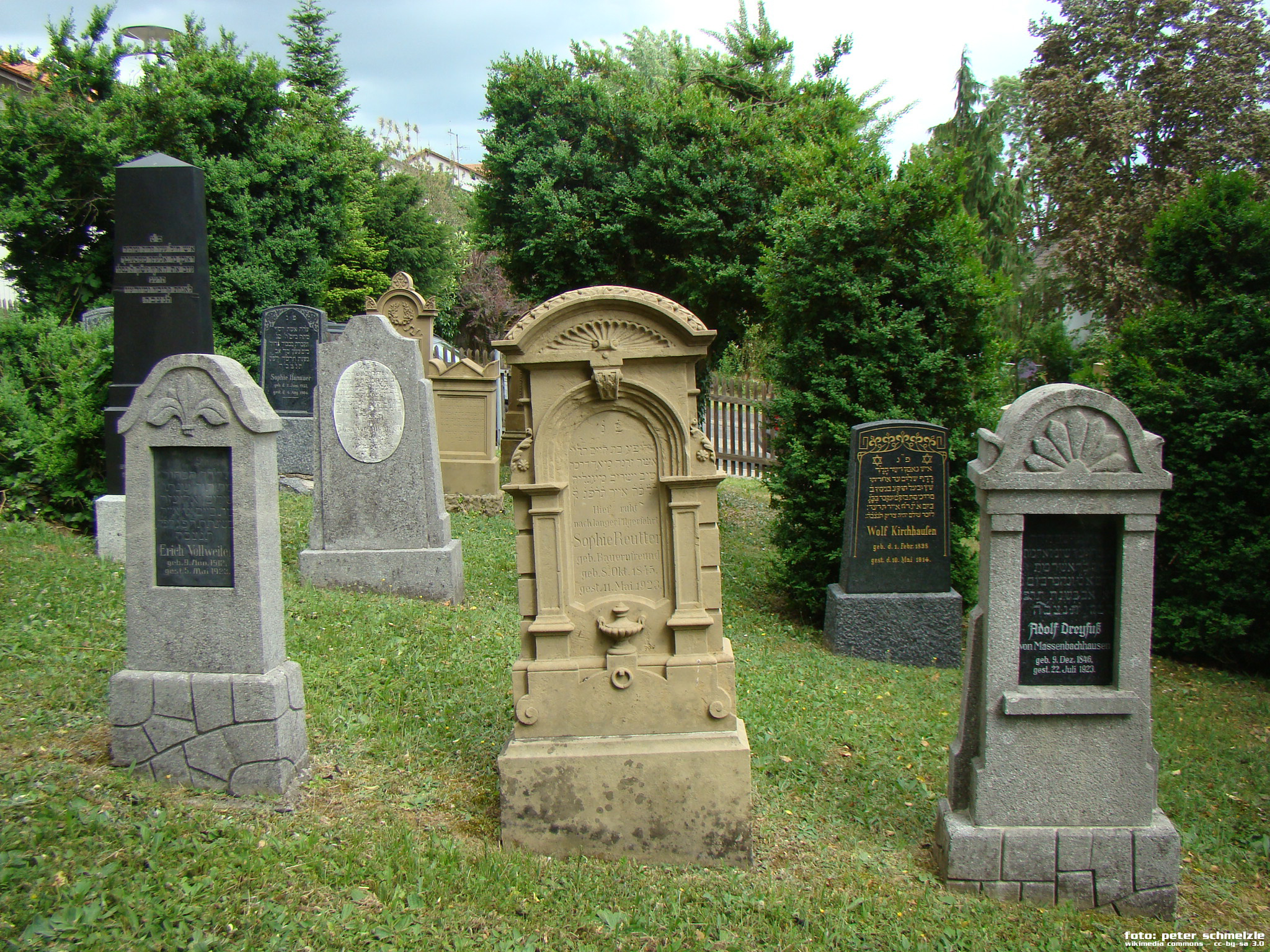
Jüdischer Friedhof in Schluchtern